# José Molina
Pour les articles homonymes, voir Molina.
José Benjamin Molina Matta (né le 3 juin 1975 à Bayamón, Porto Rico) est un ancien receveur de baseball. Il a joué dans en Ligue majeure de baseball de 1999 à 2014.
Molina a fait partie de deux équipes championnes de la Série mondiale : les Angels d'Anaheim de 2002 et les Yankees de New York de 2009.
Il est le dernier joueur de l'histoire à avoir frappé un coup de circuit à l'ancien Yankee Stadium.

## Famille
José Molina a deux frères qui sont receveurs : Bengie, né en 1974, a joué dans les Ligues majeures de baseball de 1998 à 2010, et Yadier, né en 1982, y évolue depuis 2004.

## Carrière
José Molina est drafté par les Cubs de Chicago en 14e ronde en 1993. Il joue son premier match dans les majeures le 6 septembre 1999 et apparaît dans 10 parties des Cubs en fin de saison, frappant ses 5 premiers coups sûrs.
Il joue la saison 2000 dans les ligues mineures. Libéré par les Cubs en fin d'année, il signe avec les Angels d'Anaheim. Avec cette équipe, il sera souvent utilisé comme receveur substitut, notamment pour son frère Bengie, habituellement  le régulier de l'équipe à cette position. Il joue dans 3 parties de la Série mondiale 2002, gagnée par les Angels.
Le 21 juillet 2007, José Molina est échangé aux Yankees de New York contre un joueur des ligues mineures, Jeff Kennard. Après la saison, il accepte un contrat de deux ans pour quatre millions de dollars. Avec les Yankees, il sera receveur substitut à Jorge Posada et Ivan Rodriguez, en plus d'être le receveur attitré du lanceur A.J. Burnett.
Le 21 septembre 2008, il frappe le dernier coup de circuit de l'histoire du Yankee Stadium de New York aux dépens du lanceur Chris Waters, en 4e manche du match entre les Yankees et les Orioles de Baltimore.
Lors de la Série mondiale 2009, remportée par les Yankees sur les Phillies de Philadelphie, Molina apparaît dans deux parties.
Il devient agent libre après la saison 2009 et rejoint les Blue Jays de Toronto pour deux saisons.
Le 28 novembre 2011, il signe un contrat d'un an avec les Rays de Tampa Bay.